# Kochliogonopus armatus
Kochliogonopus armatus är en mångfotingart som först beskrevs av Karl Wilhelm Verhoeff 1941.  Kochliogonopus armatus ingår i släktet Kochliogonopus och familjen Spirostreptidae. Inga underarter finns listade i Catalogue of Life.